# ノヴァーラの戦い (1849年)
ノヴァーラの戦いまたはビコッカの戦い（ビコッカはノヴァーラの自治区）は、イタリア統一運動の時代に、第一次イタリア独立戦争の中で、オーストリア帝国とサルデーニャ王国の間で行われた戦い。
1849年3月22日の終日続き、3月23日の夜明けに終わり、ピエモンテ（サルデーニャ）軍に深刻な敗北と撤退をもたらした。

## 概観
1848年のオーストリア帝国とサルデーニャ王国の不安定な休戦は7ヶ月間続き、サルデーニャ王カルロ・アルベルトは1849年3月12日に休戦の終了を通告した。オーストリア帝国軍がロンバルディアで軍事的に主導権を握った。陸軍元帥ヨーゼフ・ラデツキーの指揮下で、要塞の町モルタラを占領した。
モルタラの占領により、ミラノから西に28マイルにあるノヴァーラでオーストリア軍とピエモンテ軍の戦いが勃発した。数と武装が45,000のピエモンテ軍よりも優れている、70,000のオーストリア軍が、1848年のクストーツァの戦いと同様に、敵を徹底的に敗走させた。ピエモンテはまた、イタリアの小さな州からの支援の不足に苦しんでいた。ジロラモ・ラモリノ将軍は、ノヴァーラの戦いの前に命令に従わなかったとして告発され、その同じ年に処刑された。
ピエモンテはアルプスの麓のボルゴマネロに追いやられ、オーストリア軍はノヴァーラ、ヴェルチェッリ、トリノを占領して、ピエモンテの首都トリノまでの道が開かれた。

## 余波
オーストリアの将軍ジュリアス・ジェイコブ・フォン・ハイナウはミラノの北東54マイルのブレジアの反乱を鎮圧して、カルロ・アルベルトは退位して息子のヴィットーリオ・エマヌエーレ2世を跡継ぎにした。ヴィットーリオ・エマヌエーレ2世は後に、統一イタリアの最初の国王になった。
フリードリヒ・エンゲルスは「この敗北でトリノ共和国の革命と布告が予想されるが、カルロ・アルベルトが退位して長男を跡継ぎにしたことでそれを阻止せんとする試みがなされているという事実により生じる」と書いた。すでにローマ共和国が2月に宣言され、ヴェネツィア共和国（サン・マルコ共和国）も存在していたもののピエモンテ共和国は設立されなかった。カルロ・アルベルトはポルトガル王国のポルトに亡命して、間もなく崩御した。
8月9日に平和条約が締結され、ピエモンテはオーストリアに6500万フランの賠償金を支払うことを余儀なくされた。戦いの再現は毎年起こっている。1857年から1859年の間に世界一周の科学遠征を行ったオーストリアのフリゲート艦ノヴァーラは、このオーストリアの勝利にちなんで名付けられた。